# Misil antisubmarino

Ilustración del sistema acústico.

Un misil antisubmarino es un misil guiado con la tarea de entregar una ojiva contra submarinos detectados. Después del lanzamiento desde la nave, el misil vuela a una distancia determinada utilizando un sistema de detección, donde cae en el agua y libera el torpedo. Hay varios tipos de sistemas de detección, pero comúnmente emplean sistemas de guía como el buscador de objetivos infrarrojo que utiliza la emisión de radiación electromagnética del objetivo en la parte infrarroja del espectro para localizarlo, o el sistema acústico, que utiliza el sonido para guiarlo en pleno movimiento. Existen también misiles conocidos como "dispara y olvida" ya que se programan antes de ser disparados y una vez programados, ya no puede ser controlados, sólo puede cambiarse el objetivo o bien autodestruirse.
Equipos complejos de detección de submarinos se pueden colocar en un transporte independiente. Esto puede ser un helicóptero, un avión, un vehículo autopropulsado o un vehículo remolcado bajo el agua.

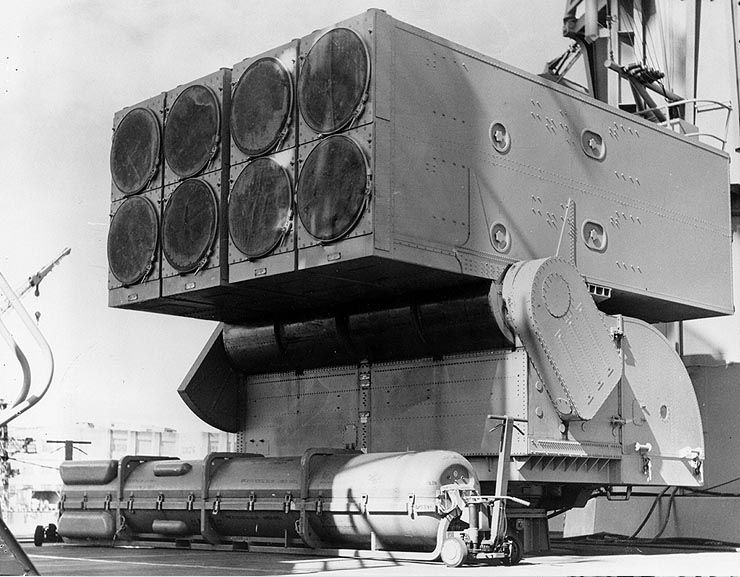
RUR-5 ASROC.

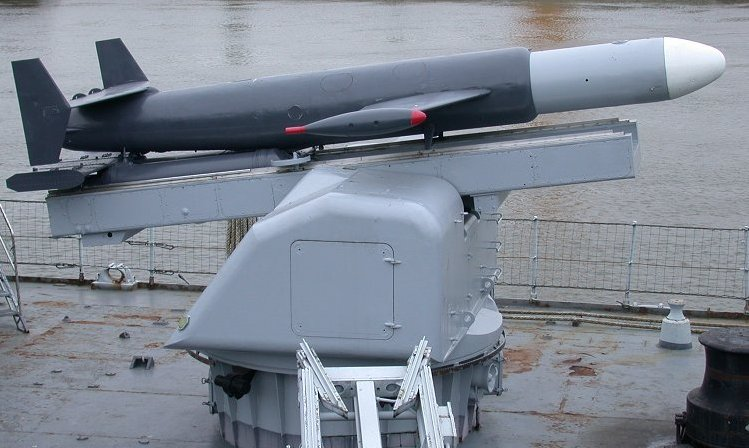
Malafon.

.

## Ejemplos
- Estadounidense
  - RUR-5 ASROC
  - UUM-44 SUBROC
- Chino
  - CY-1
- Anglo-Australiano
  - Ikara
- Soviético/Ruso
  - SS-N-14 Silex
  - RPK-6 Vodopad / RPK-7 Veter
- Francés
  - Malafon
- Italiano
  - MILAS
- Noruego
  - Terne ASW
- Surcoreano
  - K-ASROC

- Datos: Q2995808
- Multimedia: Anti-submarine rockets and missiles / Q2995808